# Albert Mathiez

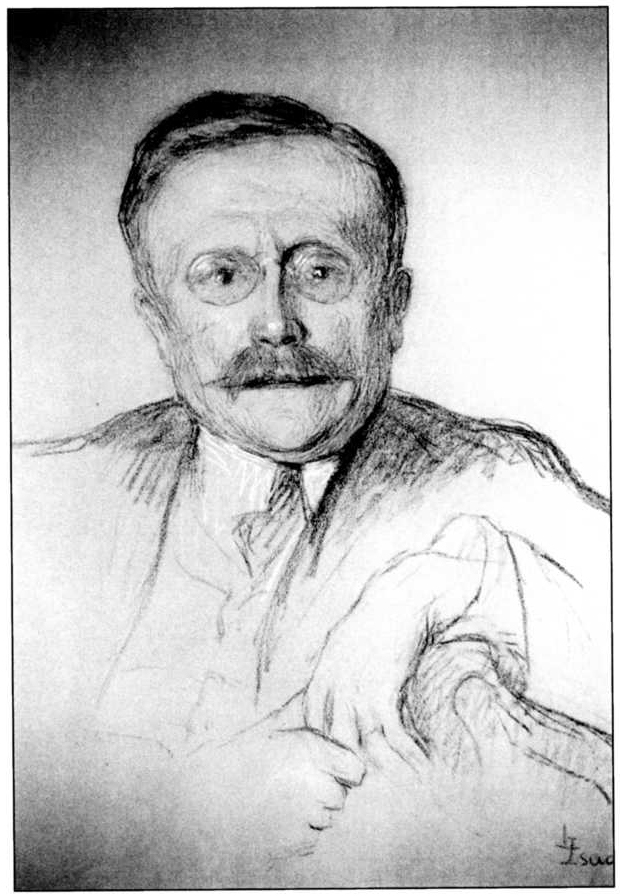
Albert Mathiez porträtiert von Laure Isaac

Albert Mathiez (* 10. Januar 1874 in La Bruyère, Haute-Saône; † 25. Februar 1932 in Paris) war ein sozialistischer französischer Historiker. Mit seinen Arbeiten zur Französischen Revolution und als Gründer der Société des études robespierristes ist er eine der zentralen Autoren der französischen Revolutionsgeschichtsschreibung.

## Leben
Nach seinem Militärdienst studierte Albert Mathiez ab 1894 an der renommierten École normale supérieure. Bereits während seines Studiums verstand er sich als Sozialist. Er spezialisierte sich auf die Revolutionsgeschichte.
Auf Anregung seines Lehrers Alphonse Aulard wandte er sich zunächst der Religionsgeschichte der Revolution zu. 1907 vollzog er den Bruch mit seinem Lehrer Aulard. Die Ursache der Entfremdung waren unterschiedliche Ansätze zur Darstellung der Französischen Revolution. Aulard befasste sich mit den – im engeren Sinne – „politischen“ und verfassungsrechtlichen Entwicklungen. Den Versuch, die Revolution vor allem aus sozialen und wirtschaftlichen Entwicklung zu erklären, hielt Aulard für aussichtslos, da seines Erachtens „ein Menschenleben nicht dazu ausreichen würde, auch nur die wichtigsten Quellen zur Sozial- und Wirtschaftsgeschichte der französischen Revolution kennen zu lernen, geschweige denn zu durchdringen“. Für Mathiez hingegen war das – in der Zusammenarbeit der Historikerkollegen – nicht nur möglich, sondern für unerlässlich. Den Anlass des Bruches mit Aulard gab schließlich Mathiez’ maßgebliche Beteiligung an der Gründung der Société des études robespierristes, deren Präsident er bis zu seinem Tode war. Die von der Gesellschaft publizierte, von Mathiez bis zu seinem Tode herausgegebene Zeitschrift Les Annales révolutionnaires (ab 1923: Annales historiques de la Révolution française) stand in direkter Konkurrenz zu Aulards La Révolution française.
1911 wurde Mathiez auf eine Professur in Besançon berufen, die er 1919 zugunsten einer neuen Professur in Dijon verließ. 1926 erhielt er schließlich den ersehnten Ruf an die Sorbonne.
Mathiez hat die Geschichtsschreibung der Französischen Revolution inhaltlich wie institutionell nachhaltig geprägt. 1928 wurde er als korrespondierendes Mitglied in die Akademie der Wissenschaften der UdSSR aufgenommen.
Mathiez starb am 25. Februar 1932 während einer Vorlesung im Amphithéâtre Michelet der Sorbonne vor den Augen seiner Studenten an einer Hirnblutung. Seine letzten Worte lauteten: „Ce n’est rien; je continuerai.“ (Das ist nichts, ich werde weitermachen.)

## Schriften (Auswahl)
- La Théophilanthropie et le culte décadaire sous le Directoire. 1904
- Les Origines des cultes révolutionnaires (1789-1792). 1904
- Contributions à l’histoire religieuse de la Révolution française. 1906
- La Révolution et l’Église. 1910
- Rome et le clergé français sous la Constituante. 1911
- La Vie chère et le mouvement social sous la Terreur. Paris: Armand Colin, 1927
- Girondins et Montagnards. 1930 (Neuauflage 1988)
- Le 10 août. Paris: Gallimard, 1931
- Voyages en France en 1787, 1788 et 1789 / Arthur Young ; première traduction complète et critique par Henri Sée,...  Paris: Armand Colin, 1931
- La Révolution française (jusqu’au 9 Thermidor) (3 Bände), Paris: Armand Colin, 1922–1924. (Digitalisate (teils neuerer Aufl.): I. La chute de la royauté (1787-1792), II. La Gironde et la Montagne, III. La Terreur). - Eine ins Deutsche übersetzte Fassung erschien unter dem Namen Die Französische Revolution bei der Büchergilde Gutenberg Zürich (Band 1 und 2 1940, Band 3 1950), eine weitere Auflage bei der Europäischen Verlagsanstalt, Hamburg 1950
- Études sur la Révolution française. 1954
- Études sur Robespierre. Paris, 1958